# 驾车枪击
驾车枪击是一种袭击方式，袭击方通常会从機動車輛内向目标射击，之后乘车逃离现场。驾车枪击的优势在于袭击者能快速完成袭击，之后再快速逃离现场，执法力量通常来不及做出反应。驾车枪击所必需的是枪械和车辆。

## 創始
据信乌克兰独立战争期间的无政府主义革命者、乌克兰革命起义军指挥官内斯托尔·马赫诺是驾车枪击的始创者。当时马赫诺将马车和机枪组装到一起，作为快速袭击目标并在对方做出有效反应前逃离现场的工具。
机动车辆是藏匿武器并将其运输至犯罪地点的理想载具（例如2015年圣贝纳迪诺枪击案），同时也能充当逃离现场的交通工具。袭击者驾车接近目标，既能避免后者提前觉察到异样，也能在所有人对袭击做出反应前快速逃跑。